# Anna Quedenfeldt
Anna Quedenfeldt (* 11. Juli 1868 in Lötzen, Ostpreußen; † 1959) war eine deutsche Porträtmalerin.

## Leben
Anna Quedenfeldt wurde als Tochter des späteren Duisburger Stadtbaurats Theodor Quedenfeldt (* 8. Juli 1834 in Lötzen; † 5. Oktober 1906 in Duisburg) und dessen Ehefrau Klara, geborene Thiel, in Ostpreußen geboren. Ihre Geschwister waren der Fotograf Erwin Quedenfeldt, der Librettist Gustav Quedenfeldt (1871–1959) und Kurt Quedenfeldt (1878–1929).
Eine künstlerische Ausbildung erhielt sie ab 1901 in München, an der Damenakademie des Münchner Künstlerinnenvereins bei Angelo Jank und Walter Thor, in Florenz und Rom sowie in Paris, bei René Prinet (1861–1946), Lucien Simon und Claudio Castelucho. Aus Paris zurückkommend, zog sie 1911 nach Düsseldorf und schloss sich hier dem Verein Düsseldorfer Künstlerinnen an. 1913 zog sie nach Köln. 1917 siedelte sie nach Stuttgart um. Noch im gleichen Jahr ließ sie sich in Wiesbaden nieder. Dort gehörte sie der Freien Künstlerschaft an, arbeitete als Bildnismalerin und schuf auch Akte und Stillleben.